# 萧渊藻
萧渊藻（483年—549年），字靖艺，小字迦叶，南兰陵（治今常州西北）人。梁武帝萧衍的侄子。萧懿之子。

## 生平
南齐东昏侯永元初，起家著作佐郎。天监元年（502年），封西昌侯。
天监四年（506年）入蜀任益州（治所设在四川成都）刺史。邓元起收拾回京，把所有的粮储器械都拿走。萧渊藻入城，见府库一空，十分愤恨。又一日，侯萧渊藻要求邓元起留下良马，邓元起说：“年轻人（年少郎子），要马干什么？”萧渊藻借酒醉，斩殺邓元起。邓元起部下憤怒，包围成都城，放声大哭。武帝斥说：邓元起为你报父仇，你却为仇人而报仇。贬降萧渊藻為冠军将军。
大同五年（539年），迁中书令。又出京为南徐州刺史。太清三年八月癸卯（549年9月27日）卒。有集四卷，早佚。